# Cattedrale di Aleksandr Nevskij (Petrozavodsk)
La cattedrale di Aleksandr Nevskij (in russo Собор Александра Невского?) è una chiesa di Petrozavodsk, in Russia, dedicata all'eroe nazionale e santo Aleksandr Nevskij. Ha la funzione di cattedrale dell'eparchia di Petrozavodsk.

## Storia e descrizione
La chiesa fu costruita tra il 1826 ed il 1832 grazie alle donazioni provenienti da una fabbrica locale. Il progetto architettonico fu realizzato da Aleksandr Postnikov, mentre la direzione dei lavori spettò ad un architetto di origine italiana, Pietro Carlo Maderni. La cattedrale venne solennemente consacrata il 27 gennaio 1832 dal primo vescovo di Petrozavodsk Ignatij Semёnov. Mentre l'altare maggiore fu dedicato ad Aleksandr Nevskij, le cappelle laterali furono consacrate alla Trinità ed a San Nicola.
Nel 1929, a causa della politica ateista perseguita dai sovietici, la cattedrale fu chiusa al culto. La sua gestione fu trasferita al museo statale della Carelia. Nel 1991 fu finalmente riaffidata alla Chiesa ortodossa russa e venne sottoposta ad un massiccio intervento di restauro volto a restituirle l'aspetto originario. Fu riconsacrata al termine dei lavori, il 3 giugno 2000, dal patriarca di Mosca Alessio II. Il 26 ottobre dello stesso anno la cattedrale ospitò la cerimonia di canonizzazione di Taddeo di Petrozavodsk.
Il 3 giugno 2010 il patriarca di Mosca Cirillo I consacrò una statua monumentale di Aleksandr Nevskij posta nei pressi della cattedrale.